# Монгуа
Монгуа (исп. Mongua) — небольшой город и муниципалитет в центральной части Колумбии, на территории департамента Бояка. Входит в состав провинции Сугамукси.

## История
Поселение, из которого позднее вырос город, было основано в 1555 году. Муниципалитет Монгуа был выделен в отдельную административную единицу в 1977 году.

## Географическое положение

Муниципалитет Монгуа

Город расположен в восточной части департамента, в высокогорной местности Восточной Кордильеры, к северу от озера Тота, на расстоянии приблизительно 62 километров к востоку-северо-востоку (ENE) от города Тунха, административного центра департамента. Абсолютная высота — 3021 метр над уровнем моря.
Муниципалитет Монгуа граничит на севере с территорией муниципалитета Гамеса, на северо-востоке— с муниципалитетом Сокота, на востоке — с муниципалитетом Писба, на юге — с муниципалитетом Лабрансагранде, на юго-западе — с муниципалитетами Акитания и Согамосо, на западе — с муниципалитетами Монги и Топага. Площадь муниципалитета составляет 365,5 км².

## Население
По данным Национального административного департамента статистики Колумбии, совокупная численность населения города и муниципалитета в 2015 году составляла 4717 человек.
Динамика численности населения муниципалитета по годам:
| 2005 | 2006 | 2007 | 2008 | 2009 | 2010 | 2011 | 2012 | 2013 | 2014 | 2015 |
| ---- | ---- | ---- | ---- | ---- | ---- | ---- | ---- | ---- | ---- | ---- |
| 5264 | 5206 | 5158 | 5104 | 5053 | 4994 | 4936 | 4889 | 4832 | 4774 | 4717 |

Согласно данным переписи 2005 года мужчины составляли 48,4 % от населения Монгуа, женщины — соответственно 51,6 %. В расовом отношении белые и метисы составляли 99,9 % от населения города; негры, мулаты и райсальцы — 0,1 %.
Уровень грамотности среди всего населения составлял 87,4 %.

## Экономика
Основу экономики Монгуа составляют сельское хозяйство и добыча полезных ископаемых.

69,4 % от общего числа городских и муниципальных предприятий составляют предприятия торговой сферы, 21,8 % — предприятия сферы обслуживания, 8,8 % — промышленные предприятия.